# عبد الكريم الخيبري
عبد الكريم الخيبري لاعب كرة قدم سعودي ، يلعب في الظهير الأيسر.

## مسيرة اللاعب
كانت بداياته مع القادسية ولعب بعدها لأندية النصر والنهضة وسدوس ووقع مع نادي الثقبة في عام 2016 وفي عام 2018 وقع مع نادي عرعر و لعب بعدها مع نادي مضر.

## الحياة الشخصية
عبد الكريم هو شقيق كل من اللاعبين عبد الملك الخيبري وعبد الرحيم الخيبري.

## روابط خارجية
- عبد الكريم الخيبري على موقع Soccerway.com (الإنجليزية)
- عبد الكريم الخيبري على موقع كووورة